# Dzintari
Dzintari es un barrio de la ciudad de Jūrmala, Letonia.

## Superficie
Posee una superficie de 3,8 kilómetros cuadrados (380 hectáreas).

## Población
Hasta 2008 presentaba una población de 2050 habitantes, con una densidad de población de 539,5 habitantes por kilómetro cuadrado.